# Scriptdoctor
Een scriptdoctor (letterlijk: scenario-dokter) is een scenarioschrijver die ingehuurd wordt om een bestaand script te herschrijven of te bewerken.

## Betekenis
In een film-, televisie- of theaterproductie worden scriptdoctors op vraag van de financiers, het productieteam of de cast ingeschakeld om de problemen van een bestaand script op te lossen. Dit kunnen ze doen door het script (grotendeels) te herschrijven en/of bepaalde elementen van het script, zoals de personages, structuur, toon of dialogen, te bewerken. Ze worden meestal ingehuurd wanneer de productie op het punt staat van start te gaan, waardoor er tijdsnood is en bepaalde onderdelen van de productie, zoals locaties, casting of stunts, moeilijk of niet meer veranderd kunnen worden.
Wanneer bewerkingen het verhaal niet drastisch veranderen maar enkel als doel hebben om het script of het verhaal korter of gestroomlijnder te maken en/of kleine gebreken weg te werken, spreekt men ook wel eens over het polijsten van een script (Engels: script polish).
Scriptdoctors krijgen zelden een officiële vermelding in de credits, waardoor ze meestal ook niet in aanmerking komen voor film-, televisie- of theaterprijzen. Volgens de Writers Guild of America moet een scenarioschrijver meer dan 50% van een origineel script en 33% van een bewerkt script geschreven hebben om aanspraak te kunnen maken op een officiële vermelding in de credits.

## Bekende voorbeelden
Paul AttanasioSpeed (1994), Air Force One (1997), Armageddon (1998), Patch Adams (1998), The Bourne Ultimatum (2007)
Al BoasbergThe General (1926), A Night at the Opera (1935)
Ben HechtTwentieth Century (1934), A Star Is Born (1937), Angels with Dirty Faces (1938), Gone with the Wind (1939), Stagecoach (1939), Foreign Correspondent (1940), Gilda (1946), Strangers on a Train (1951), Cleopatra (1963)
Tom MankiewiczThe Deep (1977), The Spy Who Loved Me (1977), Superman (1978), Moonraker (1979), Superman II (1980)
Aaron SorkinSchindler's List (1993), The Rock (1996), Enemy of the State (1998)
Quentin TarantinoIt's Pat (1994), Crimson Tide (1995)
Robert TowneBonnie and Clyde (1967), The Godfather (1972), The Parallax View (1974), Armageddon (1998)
Joss WhedonSpeed (1994), The Quick and the Dead (1995), Waterworld (1995), Twister (1996), X-Men (2000)
Carrie FisherHook (1991), Sister Act (1992), Lethal Weapon 3 (1992), Last Action Hero (1993), The Wedding Singer (1998)
Tony GilroyCrimson Tide (1995), Enemy of the State (1998)
William GoldmanTwins (1988), A Few Good Men (1992), Indecent Proposal (1993), Last Action Hero (1993), Dolores Claiborne (1995), Extreme Measures (1996), Good Will Hunting (1997)